# Депутатский (аэропорт)
Аэропорт «Депутатский» — региональный аэропорт, расположен в 5 км от посёлка Депутатский Усть-Янского улуса Якутии. Основан в 1951 году. Обеспечивает регулярное авиасообщение с региональным центром — Якутском, а также вертолётное сообщение с другими населёнными пунктами района. В мае 2004 года аэропорт сильно пострадал в результате пожара, трёхэтажное административное здание аэропорта полностью сгорело.

## Происшествия
В аэропорту Депутатский имели место некоторые происшествия, в частности:
- 21 ноября 2012 года самолёт Ан-26Б-100 компании «Полярные авиалинии» выкатился за пределы ВПП и получил значительные повреждения конструкции. Никто из пассажиров и членов экипажа не пострадал[5].

## Принимаемые типыВС
Ан-12, Ан-24, Ан-26, Ан-28, Л-410 и др. типы ВС 3-4 класса, вертолёты всех типов.

## Показатели деятельности
| год             | 2014 | 2015 | 2016 | 2017 |
| тыс. пассажиров | 14,1 | 12,9 | 14,2 | 14,2 |
| Источники:      |      |      |      |      |